# 亞羅欽縣

51°58′N 17°30′E / 51.967°N 17.500°E
亞羅欽縣（波蘭語：Powiat jarociński），是波蘭的縣份，位於該國中西部，由大波蘭省負責管轄，首府設於亞羅欽，面積588平方公里，2006年人口70,390，人口密度每平方公里120人。